# Foot Ball Club di Roma
Il Foot Ball Club di Roma, meglio noto come Roman, è stata una società sportiva fondata il 15 novembre 1901 a Roma da alcuni residenti britannici e da alcuni esponenti della nobiltà capitolina, tra i quali il Marchese Enzo Casalini. Si annoverano tra i fondatori anche i fratelli svizzeri Ugo e Arthur Meille, appassionati di polo: questo ed il cricket furono gli sport inizialmente praticati insieme al calcio. Dal 1903 il club si dedicò esclusivamente al calcio e ad esso deve la sua notorietà, da un lato perché tra i principali attori del movimento calcistico romano agli inizi del XX secolo, dall'altro perché svolse un ruolo decisivo nella complessa trattativa che nel 1927 portò alla fusione del club con l'Alba Audace e la Fortitudo Pro Roma, dando vita all'Associazione Sportiva Roma. Aveva come colori sociali il rosso e il giallo, tonalità cromatiche corrispondenti al gonfalone del Campidoglio e come stemma un pallone di cuoio con la scritta "Foot Ball Club di Roma". Il miglior posizionamento in assoluto del club si ha nella stagione 1914-15 con il raggiungimento del primo posto in Prima Categoria laziale.
Benché la ragione sociale del club sia "Foot Ball Club di Roma" e la sua data di fondazione sia il 1901, la quasi totalità delle fonti si riferisce al club col nome di "Roman" e alcune fonti posticipano la fondazione al 1903. Tale ambiguità sembrerebbe dovuta alle origini scozzesi e quindi anglofone del club. Vi sono, inoltre, documenti attestanti l'esistenza di un "Foot-Ball Club Roma", polisportiva dedita anche al calcio ginnico, fondato nel luglio 1896 (altre fonti riportano 1895 o aprile 1897) dagli studenti del Regio Liceo Ennio Quirino Visconti. A quanto pare, tale formazione si sciolse nel 1898, salvo poi ricostituirsi nel 1899 e dissolversi nello stesso anno. Non vi è, però, un legame diretto tra essa ed il club di cui si tratta in questa voce, se non nel fatto che tra i giocatori di una ci fu un futuro presidente dell’altra (Vittorio Scialoja).

## Storia

Foto di squadra del Roman in una foto di primi del Novecento

Il club sportivo nasce da un gruppo di residenti scozzesi come molte altre società simili nate in quel periodo. Benché non vi siano documenti attestanti le attività del club nei primissimi anni del secolo (eccezion fatta per la data di fondazione), alcune fonti attribuiscono al club inizialmente la pratica del Cricket ed a partire dal 1903 la pratica del football, mentre altre indicano che il club praticasse il football sin dalla fondazione. Nel 1907 il club risulta - primo tra le società del centro-sud assieme alla Lazio - federato alla FIF; in quell'anno si hanno le prime attività organizzate come il primo torneo romano, dove il Roman arrivò ultimo (alle spalle di Lazio e C.S. Virtus). Risultano, inoltre, alcune amichevoli disputate sempre con Lazio e C.S. Virtus (con la C.S. Virtus venne disputato anche un incontro tra le seconde squadre) alternando vittorie e sconfitte con entrambe, ed infine un incontro in trasferta con il FBC Naples vinto dai partenopei per 4-2.
Sul finire dell'anno i dirigenti del FBC Roma partecipano alle riunioni della FIF che determineranno la suddivisione dei campionati, ma a questa attività nella federazione non corrispose un'analoga attività sportiva, nonostante in quegli anni Roma vedesse sorgere nuove società praticanti il foot-ball. Nel 1908, difatti, il Roman non si iscrisse al campionato federale di III categoria, mentre, dopo essersi iscritto al Torneo FGNI, darà forfait. Nel 1908 si ha notizia di un incontro amichevole vinto 5-1 contro la C.S. Virtus nel mese di gennaio, e di 2 sfide ravvicinate contro la Lazio nel mese di maggio, la prima terminata 1-1, La seconda (valida per il torneo locale denominato "Targa d'argento INEF") vinta dai biancazzurri con un secco 8-1. Nel 1909, a conferma di un'attività ridotta, si ha notizia solo della partecipazione ad alcuni tornei locali quali la "Coppa Baccelli", la "Coppa Tosti" e la "Targa d'argento INEF", e risultano assenti incontri amichevoli.

### I tornei ufficiali FIGC e la vittoria regionale del 1915

Bompiani, "foot-baller" del Roman caduto nel corso della prima guerra mondiale.

A partire dal 1910, con l'istituzione del Comitato regionale del Lazio in seno alla FIGC, il calcio romano e laziale iniziò a strutturarsi e l'attività del FBC di Roma riprese piede; sono di quegli anni le vittorie in un torneo interregionale disputato in Umbria (1910) e in alcune amichevoli disputate sempre contro la squadra umbra (1911). Inizialmente i tornei del Lazio vennero relegati alla III Divisione. Questi tornei vennero largamente dominati dalla Lazio: i primi due videro la partecipazione di poche squadre, mentre nel 1912 si arrivò a 6 squadre. Il FBC di Roma disputò un buon torneo solo nel 1911 conquistando un secondo posto, nel 1910 non conquistò neanche un punto, mentre nel 1912 rimase distaccata oltre che dalla Lazio, anche dall'Audace e dalla Juventus Roma.
Dalla stagione 1912-1913 il campionato di calcio assunse una forma nazionale: i tornei regionali della Lega Sud vennero promossi a Prima Categoria. I primi due campionati vennero, come di consueto in quegli anni, dominati dalla Lazio, mentre il Roman riuscì ad aggiudicarsi quello del 1914-1915. Tale successo, però, fu macchiato da uno scandalo: all'inizio della stagione il portiere Pasquale Lissone aveva effettuato all'insaputa di tutti un doppio tesseramento col Roman e col Genoa, in previsione del trasferimento ai rossoblù che avvenne a gennaio, e disputò irregolarmente con i capitolini alcune partite. L'intervento del capo del Comitato Regionale Laziale, nonché presidente del Roman, Luigi Millo scongiurò alla fine la penalizzazione del club giallorosso e risolse il "caso Lissone" in un nulla di fatto. Nelle successive eliminatorie interregionali il FBC Roma riportò buone vittorie contro le società Toscane, ma si ritrovò nuovamente sotto alla Lazio in classifica e mancò l'accesso alla finale centromeridionale, non disputata comunque per l'ingresso dell'Italia nella prima guerra mondiale.

### Dalla ripresa dei tornei alla fusione del 1927

Una fase dell'amichevole tra Perugia e Roman del 28 marzo 1926.

Il conflitto bellico sovvertì le gerarchie nel calcio romano: i tornei ripresero nel 1919 ed il Roman non riuscirà più ad essere competitivo, sebbene questo periodo vide l'ingresso nel club di facoltosi esponenti della Comunità ebraica di Roma, che diverrà sostenitrice del club.
La società mantenne un approccio dilettantistico e fu coinvolta nella lotta per la non retrocessione, mentre le prime posizioni divennero appannaggio della Fortitudo prima e dell'Alba poi, con una stagione di interregno della Lazio che, dopo una prima stagione modesta, riguadagnò competitività. Le prime due stagioni videro il Roman ultimo con soli 3 e 4 punti ma sempre ripescato. Dopo una salvezza nel 1921-1922 (spareggio con l'Audace), il FBC di Roma retrocesse senza riuscire a risalire in massima serie, se non d'ufficio, nel 1925-1926. Il campionato 1926-1927 vedrà il FBC di Roma penultimo nel girone di Prima divisione; tra le ultime apparizioni del club vi sono degli incontri disputati nel marzo del 1926 con il Perugia nel capoluogo umbro.
L'anno seguente i colori delle maglie del FBC di Roma vennero indossati nella Divisione Nazionale dalla Roma, che conquistò nel suo primo anno la salvezza, e nel secondo addirittura un terzo posto nel girone A. Risultati ottimi se rapportati a quelli ottenuti dalle altre compagini della ex Lega Sud.

## Colori e simboli

### Colori
I colori sociali del Roman erano il giallo e il rosso del gonfalone del Campidoglio, tonalità che verranno ereditati dall'Associazione Sportiva Roma in seguito alla fusione del 1927. La divisa del Roman era costituita da maglia rossa con colletto a polo e bordi manica gialli, pantaloncini bianchi e calzettoni rossi con dettagli gialli; tale divisa veniva utilizzata sia nelle partite casalinghe sia in quelle in trasferta, tuttavia in alcune partite è stata sostituita da un kit composto da maglia con body metà giallo e metà rosso con le maniche del colore della metà opposta, colletto a polo rosso, pantaloncini bianchi e calzettoni rossi. I portieri indossavano una maglia con colletto a polo gialla, pantaloncini bianchi e calzettoni gialli.

### Simboli ufficiali

#### Stemma
Lo stemma del club capitolino consisteva in un pallone di cuoio al cui interno compariva il nome del club. Tale logo è rimasto in uso dalla fondazione al 1927, anno dello scioglimento della compagine.

## Strutture

Una delle obbligazioni emessa per la costruzione della tribuna al "Due Pini"

### Stadio
Grazie all'elevata disponibilità economica, il FBC di Roma fu inizialmente l'unica società romana a disporre di un campo da calcio vero e proprio, il "Due Pini", costruito probabilmente nel 1911, che sorgeva nel Campo Parioli, tra l'attuale Auditorium e viale Tiziano, molto vicino allo Stadio della Rondinella. Dopo tre anni nei quali il campo continuò ad ospitare le gare del Roman nei tornei di Prima Categoria, i campionati vennero sospesi per il conflitto bellico. Riprese le competizioni negli anni 1920, il club emise delle obbligazioni acquistate dai soci al fine di reperire 120 000 lire per la costruzione di una tribuna, una rete metallica di recinzione e due alloggi di legno. Il numero di spettatori ospitabili non è noto, viene però spesso descritto come esiguo perché, al momento della nascita dell'AS Roma, la neonata squadra non disputò neanche un incontro al "Due Pini", andando a giocare le sue partite al Motovelodromo Appio, capace di ospitare 10 000 spettatori ma situato all'estrema periferia della città e difficile da raggiungere.

### Centro di allenamento
Il Roman si allenava al Due Pini e, in alcune occasioni, al Parco dei Daini di Villa Borghese, campo solitamente utilizzato dalla Lazio. Entrambe le strutture erano costituite da un solo campo da calcio e dagli spogliatoi.

## Società

### Sponsor
Di seguito la cronologia di sponsor tecnici e ufficiali del Roman.
- 1901-1927 Non presente

## Diffusione nella cultura di massa
Le divise di Roman, Alba Roma e Fortitudo Pro Roma sono state ritratte dal social media team della Roma nel novembre 2018 e in seguito messe in vendita dallo store del club capitolino. Il kit della stagione 2013-2014 è basato su quello utilizzato dal club giallorosso durante i primi anni del XX secolo.

## Statistiche e record

### Partecipazione ai campionati
| Livello | Categoria           | Partecipazioni | Debutto   | Ultima stagione | Totale |
| ------- | ------------------- | -------------- | --------- | --------------- | ------ |
| 2º      | Prima Divisione Sud | 1              | 1926-1927 | 1926-1927       | 1      |

#### Lega Sud
| Livello | Categoria         | Partecipazioni | Debutto   | Ultima stagione | Totale |
| ------- | ----------------- | -------------- | --------- | --------------- | ------ |
| 1º      | Prima Categoria   | 5              | 1912-1913 | 1919-1920       | 8      |
| 1º      | Prima Divisione   | 3              | 1921-1922 | 1925-1926       | 8      |
| 2º      | Seconda Divisione | 2              | 1923-1924 | 1924-1925       | 2      |
| 3º      | Terza Categoria   | 3              | 1909-1910 | 1911-1912       | 3      |

## Tifoseria

### Storia
Il club capitolino era sostenuto da esponenti dell'alta borghesia e dell'aristocrazia e nei primi anni l'attività sportiva venne svolta esclusivamente tra i soci del club.

### Gemellaggi e rivalità
L'estrazione aristocratica del Roman lo contrappose ad altre associazioni della città che avevano un'estrazione più popolare; a tal proposito Franco Sensi, citando i racconti del padre Silvio, ha affermato che i tifosi delle squadre rivali si divertivano a schernirli per tale motivo.